# Menglinghausen
Menglinghausen, Dortmund-Menglinghausen – dzielnica miasta Dortmund w Niemczech, w kraju związkowym Nadrenia Północna-Westfalia, w okręgu administracyjnym Hombruch.